# Weatherby
Weatherby Inc, är en amerikansk vapentillverkare grundad 1945 av Roy Weatherby. Företaget är mest känt för sina kraftiga magnum patroner såsom .270 weatherbymagnum och .460 weatherbymagnum. Företagets huvudkontor ligger i norra San Luis Obispo County i Kalifornien.

## Kulgevär

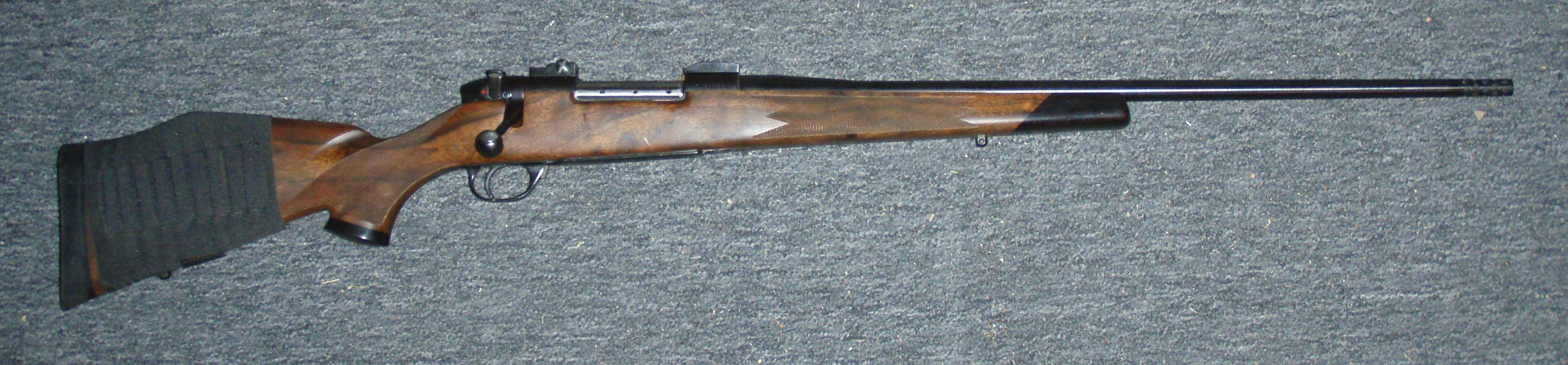
Mark V-gevär

De originalgevär som Weatherby tillverkade gjordes med en Mauser-mekanism, eller med andra mekanismer som bedömdes vara tillräckligt kraftiga. De första Weatherby Mark V-gevären tillverkades i Västtyskland. Företaget flyttade senare produktionen till Japan för att 1995 flytta "hem" den till USA.
Idag erbjuder Weatherby två modeller av kulgevär; Vanguard och Mark V. Mark V tillverkas av ATEK i Brainerd Minnesota medan mekanismen och pipan till Vanguard tillverkas av Howa i Japan och slutmonteras sedan på huvudkontoret i Paso Robles, Kalifornien.
Mark V har Weatherbys 9-klacks-låsning som enligt uppgift är den kraftigaste konstruktionen hos kulgevär. Både Vanguard och Mark V tillverkas med kalibrar som sträcker sig från .223 till .300 Weatherbymagnum, kaliber .340 till .460 finns endast i Mark V utförande tack vare den kraftiga mekanismen.

## Hagelgevär
Weatherby har ett brett urval av hagelgevär och även halvautomatiska hagelgevär. Den uppsättning hagelgevär som Weatherby idag erbjuder är tillverkad i Italien i samarbete med den italienska vapentillverkaren Fausti Stefano.

## Kalibrar
Weatherby har alltid varit känt för att tillverka kraftiga patroner.
Weatherbys hagelgevär finns i kalibrar från .410 till kaliber 12